# 予定表ソフトウェア
予定表ソフトウェア（よていひょうソフトウェア）、カレンダーソフトウェア（英: calendaring software）は、ユーザーにカレンダーの電子版を提供するソフトウェアのこと。予定表ソフトウェアは、予約帳、名簿、連絡先リスト等の機能があるものもある。これらのツールは、デスクトップアクセサリやオフィススイートなどの時間管理ソフトウェアが提供する多くの機能の拡張にあたる。カレンダーは、多くのPDA、EDA、スマートフォン、およびパーソナルコンピューター用の多くのオフィススイートの標準機能でもある。
予定表ソフトウェアは、個人使用向けに設計されたローカルアプリケーション（Mozilla ThunderbirdのLightning拡張機能、Exchange Serverを使用しないMicrosoft Outlook、Windows Calendarなど）と、ユーザー間で情報を共有できるコミュニケーションと共同作業パッケージ （Mozilla Sunbird、Outlook.com、Googleカレンダー、またはExchange Serverを使用するMicrosoft Outlookなど）の両方のことを指す。

## 特徴
予定表ソフトウェアには、次の機能の1つ以上が含まれる。
- カレンダー – 日付と曜日を示すカレンダー。単純なソフトウェアカレンダーの例は、Unixのcalコマンドである。これは、月次または年次のカレンダーを出力する。
- 住所録 – ユーザーが連絡先とコミュニケーションするための情報を含む連絡先のリスト。
- 予定の添付ファイル – ファイルを予定に添付する機能。予定に他の参加者が含まれている場合、添付ファイルは全員と共有される。
- 予定カレンダー – 予定とその参加者リスト。予定表ソフトウェアには、スケジュールの競合を検出し、参加者に競合を通知し、別の会議時間を提案する機能があるものもある。
- 予定のリマインダー – 参加者に今後の会議を通知する。
- 空き時間の共有 – この機能により、ユーザーは自分の空き時間を他のユーザーと共有できる（ユーザーは共有する詳細の内容を選択できる）。したがって、複数の参加者の会議のスケジュール設定が容易になる。
- 空き時間と仕事量のチェック – グループ内の他のすべての従業員および備品カレンダーの空き時間を確認できる。
- カレンダーの公開 – 一部の予定表ツールを使用すると、ユーザーは選択したカレンダー情報を公開できる。
- カレンダーのエクスポート – ユーザーは、選択したカレンダーをiCalendar標準を含むさまざまなファイル形式にエクスポートできる。
- 共同スケジューリング – スケジュールを確認し、すべての参加者に会議時間を提案するソフトウェアの機能。これにより、招待者は自分に最適な時間を提案でき、主催者はすべての参加者に最適な会議時間を選択できる。
- カスタマイズ – この機能により、ユーザーは、電子メールの予定の残り、カレンダー表示の既定、稼働時間の表示など、いくつかの利用可能な機能をカスタマイズできる。
- 電子メール統合 – 電子メールシステムと予定カレンダーを関連付けて、リマインダーを送信し、スケジュールされた会議で発生した問題を参加者に通知できる。
- グループカレンダー – 個々のカレンダーに加えて、グループの日付を表示するカレンダー。
- 複数のカレンダー – この機能により、ユーザーは個別のカレンダー（仕事用カレンダー、子供の学校用カレンダーなど）を作成できる。
- 複数のビュー – この機能により、ユーザーはカレンダーの表示方法（1日、1週間、1か月、1年など）を選択できる。
- 印刷 – ユーザーは選択したスケジュールを印刷できる。通常は、印刷物の外観を選択できる（コメント、件名のみなどを含めるかなど ）。
- タイムブロッキング – ユーザーが一日の各時間にタスクを割り当てることができる。
- Webベースのインターフェース – ユーザーが仕事やパソコンだけに頼ることなく、任意のコンピューターやモバイルデバイス（携帯電話を含む）からカレンダーにアクセスできるようにする。

### 規格
- CalDAV
- iCalendar
- SyncML
- Webcal